# Janja (miasto)
Janja (cyr. Јања) – miasto w Bośni i Hercegowinie, w Republice Serbskiej, w mieście Bijeljina. W 2013 roku liczyło 10 542 mieszkańców.

## Geografia
Janja położona jest w północno-wschodniej części kraju, w południowej Semberiji, 11 km na południe od Bijeljiny, nad rzeką Janją.
Miejscowa gospodarka oparta jest na przemyśle spożywczym.

## Historia
Pierwsza historyczna wzmianka o Janji pochodzi z XVIII wieku.